# احمد زکی پاشا
احمد زکی پاشا ملقب به شیخ العروبة (۱۸۶۷ – ۱۹۳۴) (نسب: احمد زکی بن ابراهیم بن عبدالله نجار) ادیب، زبان‌شناس، پژوهشگر و نویسندهٔ جغرافیایی مصری بود.

## زندگی
زکی پاشا در سال ۱۸۶۷م در اسکندریه زاده شد. از مدرسهٔ مدیریت و حقوق قاهره دانش‌آموخته شد و به فرانسوی مسلط گشت. در مجلس بازبینان به عنوان مترجم استخدام شد. سپس دبیرکل آنجا منصوب شد و لقب پاشا را برگرفت. به علمای شرق پیوست و نماینده مصر در کنفرانس‌های جهانی بود.

او ایدهٔ احیای کتاب‌های کهن عربی را اجرا کرد. به تصحیح و چاپ آن آثار همت گماشت. کم‌کم به شیخ العروبة مشهور و ملقب گشت، خانه‌اش را نیز دارالعروبة می‌نامیدند. زکی پاشا در ۲۱ ربیع‌الاول ۱۳۵۳ق/ ۴ ژوئیه ۱۹۳۴م در قاهره درگذشت و در جایی که خود آماده ساخته بود، دفن گشت.

کتابخانهٔ شخصی او شامل ۱۸۶۲۲ جلد آثار می‌شد که پس از درگذشت بنا به وصیتش به درالکتب المصریة وقف شد و «الخزانة الزکیة» نامیده شد.

## آثار
- السفر إلی المؤتمر: سفر به کنفرانس
- موسوعات العلوم العربیة: دانشنامه‌های علوم عربی
- قاموس الجغرافیة القدیمة: لغتنامهٔ واژگان کهن جغرافیا
- التعلیم فی مصر: آموزش در مصر
- ذیل الاغانی
- تصحیح «التاج فی اخلاق الملوک»